# دييغو فيرا
دييغو فيرا (بالإسبانية: Diego Daniel Vera Méndez)‏ (5 يناير 1985 مونتفيدو الأوروغواي - ) هو لاعب كرة قدم أوروغواني يلعب كمهاجم.

## روابط خارجية
- دييغو فيرا على موقع قاعدة بيانات كرة القدم.إي يو (الإنجليزية)
- دييغو فيرا على موقع ناشيونال فوتبول تيمز (الإنجليزية)
- دييغو فيرا على موقع Soccerway.com (الإنجليزية)
- دييغو فيرا على موقع AS.com (الإسبانية)